# Czepota puszysta
Czepota puszysta (Uncaria tomentosa (Willd. ex Schult.) DC.), zwana też zwyczajowo vilcacora i kocim pazurem (z hiszp. Uña de Gato) – gatunek pnącza należący do rodziny marzanowatych (Rubiaceae). Pochodzi z północno-zachodniej części Ameryki Południowej, Centralnej i Karaibów. Jest szeroko używana w ziołolecznictwie i sprzedawana jako suplement diety.

## Morfologia
PokrójUncaria tomentosa jest lianą zawdzięczającą swoją zwyczajową nazwę haczykowatym kolcom przypominającym pazury kota. Potrafi dorosnąć do 30 m wysokości zaczepiając się za pomocą kolców.
ŁodygaCzworokanciasta, młoda omszone, starsza naga.
LiścieSercowate do jajowatych, krótkoogonkowe z czerwonawym nerwem głównym i dwoma kolcami u nasady.
KwiatyZebrane w główkowate kwiatostany, wyrastające z kątów liści. Korona nietrwała, pomarańczowa, do 8 mm długości, pręciki cztery, słupek jeden.
OwocTorebka.

## Fitochemia
Kora czepoty puszystej zawiera między innymi oksyndole oraz alkanoidy indolowe, glikozydy, kwasy organiczne, proantocyanidyny, sterole oraz triterpeny, taniny, polifenole, katechiny oraz beta-sitosterol. Zawiera także rhynchofilinę.